# Aston Martin V12 Vanquish
Der Aston Martin V12 Vanquish ist ein von 2001 bis 2007 produzierter Sportwagen des britischen Automobilherstellers Aston Martin. Bekannt wurde er durch den James-Bond-Film Stirb an einem anderen Tag. Der Aston Martin Vanquish wurde als letztes Modell in Newport Pagnell gefertigt und gilt für Enthusiasten daher als „letzter echter Aston Martin“.
In den Jahren 2001 bis 2003 war der Vanquish das einzige Modell, das neben dem DB7 angeboten wurde. Nachdem der DB7 von einem Sechszylinder auf einen Zwölfzylinder aufgerüstet worden war, gab es nur mehr diese beiden Modelle mit dem 5,9-Liter-Motor (auf dem Motor selbst stand aufgerundet 6.0), der bei den Modellen allerdings in unterschiedlichen Ausbaustufen beim DB7 (426 PS (313 kW)), beim DB7 GT (441 PS (324 kW)), beim Vanquish (467 PS (343 kW)) und beim Vanquish S (528 PS (388 kW)) seinen Dienst leistete. Nach dem Ende des DB7 war der Vanquish bis zu seinem Ende noch gleichzeitig mit dem DB9, der ebenfalls den 5,9-Motor hatte, sowie ab 2005 mit dem neuen Vantage, der einen neuen Achtzylinder-Motor hatte, im Portfolio von Aston Martin. Der Nachfolger des Vanquish wurde DBS genannt und leistete „nur“ 517 PS (380 kW). Bei einem Vergleichstest von Top Gear, Series 10, Episode 6, konnte sich der (handgeschaltete) DBS bei einem Beschleunigungsrennen gegenüber dem stärkeren Vanquish nicht nur nicht absetzen, sondern der Vanquish S gewann dieses sogar (wenngleich sehr knapp), obwohl die Leistungsdaten, die vom Hersteller angegeben wurden, deutlich zugunsten des DBS sprächen (4,3 gegenüber 4,8 s).
Der Vanquish zielte mit seiner Marktpositionierung auf andere große GT-Modelle ab, insbesondere den zeitgleich verkauften Ferrari 550 Maranello. Mit dessen Leistungsdaten konnte der deutlich schwerere Aston Martin allerdings nicht mithalten, wobei der Vanquish S zumindest etwas heranrückte (4,8 vs 4,4 von 0–100 km/h lt. Angaben der Hersteller bzw. lt. Test des carmagazine sogar auf 4,7 vs 4,6 von 0–60 mp/h).

## Modellgeschichte
Dem Fahrzeug ging ein 1998 auf der North American International Auto Show (NAIAS) vorgestelltes Konzeptfahrzeug, der Aston Martin Project Vantage, voraus. Im März 1998 nach dem Genfer Auto-Salon startete die Entwicklung des Serienfahrzeugs. Anfangs wurde die Entwicklung unter Project Bolton geführt, später wurde die interne Bezeichnung auf AMV03 geändert.
Im Oktober 2000 wurden erste Fotos des Serienfahrzeugs veröffentlicht. Formal erstmals öffentlich zu sehen war es auf dem Genfer Auto-Salon 2001. Bis zu diesem Zeitpunkt wurden laut Hersteller 70 Prototypen- und Vorserienfahrzeuge gefertigt. Der V12 Vanquish wurde ab dem Jahr 2001 im Aston-Martin-Werk Newport Pagnell überwiegend in Handarbeit hergestellt.

### Sports Dynamic Pack
Ab Mai 2004 wurde für das ursprüngliche Modell das sogenannte Sports Dynamic Pack (SDP) optional angeboten, das eine massive Verbesserung darstellte und mit nur 94 verkauften Fahrzeugen extrem selten ist.
Die wichtigsten Änderungen gegenüber dem Standardfahrzeug betrafen das Fahrwerk/die Aufhängung und die Bremsen. Der vordere Achsschenkel und die Radaufhängung wurden stärker und steifer gemacht, mit kürzeren Federn (Tieferlegung um 5 mm) und überarbeiteten Dämpfern. Auch die Lenkung wurde verbessert und reagierte nun 20 % schneller als zuvor. Die vorderen Bremsscheiben wurden auf einen Durchmesser von 378 mm vergrößert (statt 355), zusammen mit einem sechskolbigen Bremssattel, der die vierkolbigen ersetzt. Der Durchmesser der hinteren Bremsscheiben blieb mit 330 mm unverändert, obwohl sie 2 mm dicker waren als zuvor. Die neuen Bremsscheiben hatten ein elliptisches Rillenmuster. Weiters enthielt das Sports Dynamic Pack die leichten 9-Speichen-Räder (30 % leichter als die 12-Speichen-Räder).
Der V12 Vanquish mit Sports Dynamic Pack war nur wenige Monate erhältlich, bevor er im September 2004 durch den ähnlichen, aber stärkeren V12 Vanquish S ersetzt wurde, bei dem diese Änderungen Standard waren.
Das Sports Dynamic Pack kostet heute knapp 20.000 Euro und kann auch nachgerüstet werden, bestehend aus Aufhängung, Bremsen und Felgen.

### Vanquish S
In Paris wurde 2004 auf der Mondial de l’Automobile der leistungsstärkere V12 Vanquish S vorgestellt. Die äußeren Veränderungen waren recht subtil: ein Splitter an der Front zur Verbesserung der aerodynamischen Stabilität, ein abgerundeter und offener Kühlergrill für eine bessere Kühlung und ein neu gestalteter Kofferraumdeckel (mit höherem Spoiler, ähnlich dem Unterschied des DB7 zum DB7 GT(A)), um den Abtrieb zu erhöhen. Der angegebene Luftwiderstandsbeiwert wurde dadurch leicht von 0,33 auf 0,32 verbessert. Nicht ganz so subtil war die Leistungssteigerung von 476 PS (350 kW) auf 528 PS (388 kW) (460 bhp auf 520 bhp) und die damit verbundene Höchstgeschwindigkeit von 200 mph (= 321 km/h), was ihn zum schnellsten straßentauglichen Aston Martin aller Zeiten machte. Erst der One-77 und der V12 Vantage S waren schneller.

### Ultimate Edition
Die Ultimate Edition, die 50 letzten Vanquish S V12, hatten eine einzigartige Farbkombination und Innenausstattung. Die Lackierung wird als Ultimate Black bezeichnet und als Schwarz mit Sprenkeln von rot und blau beschrieben. Diese Farbe gab es nur bei der Ultimate Edition. Die Innenausstattung war in Semi-Anilinleder mit Kontrastnaht ausgestattet. Die seitlichen Lüftungsschlitze an der Außenseite enthielten den Schriftzug „Ultimate“.
Diese letzten 50 Modelle waren ohne Aufpreis zum damals aktuellen Preis von £ 182.095 erhältlich.
Im Juli 2007 lief die Produktion nach 2578 (nach anderer Quelle 2589) hergestellten Fahrzeugen mit dem Sondermodell V12 Vanquish S Ultimate Edition aus. Von den 2589 Fahrzeugen waren 1503 Standardmodelle und 1086 V12 Vanquish S. Wie viele davon mit Links- oder Rechtslenkung waren, wird nicht angegeben.

### Aston Martin Vanquish 25 by Callum/R-Reforged
2019 überarbeitete der ursprüngliche Designer des Vanquish, Ian Callum, nachdem er in diesem Jahr bei Jaguar in Pension ging, seinen Entwurf mit dem Segen von Aston Martin nochmals. Daraus entstanden 25 Exemplare zu einem Preis von £ 550.000. Der „Aston Martin Callum“ weist 350 Technik-, Material- und Design-Änderungen auf. Die britische Spezialfirma R-Reforged zerlegt den Vanquish komplett, überholt einzelne Teile und baut ihn wieder zusammen. Callums Änderungen finden sich im Detail: Neue LED-Scheinwerfer, neuer Grill, neue Stoßfänger, Kohlefaser-Einfassungen für die Seitenfenster, Kohlefaser-Kiemen in den Seitenschwellern und neue in den Heckdiffusor integrierte Endrohre frischen die Optik auf. Die Nebelscheinwerfer sind zugunsten von Luftöffnungen für die Bremsen verschwunden und auch die alten Außenspiegelkappen im Boxhandschuh-Design hat Callum neu gezeichnet. Durch eine neue Motorsteuerungs-Software, neue Nockenwellen, ein Karbon-Luftsammlersystem und eine neue Edelstahl-Abgasanlage steigt die Leistung auf bis zu 608 PS (447 kW). Außerdem bekommt der Kunde neue Optionen zur originalen elektrohydraulischen Halbautomatik. Wahlweise wird ein Sechsgang-Handschaltgetriebe oder eine neue Sechsstufen-Automatik verbaut. Neue Karbon-Bremsen steuert Aston Martin bei, hinzu kommen andere 20-Zöller von Michelin. Das Fahrwerk wurde mit voll einstellbaren Bilstein-Dämpfern, härteren Stabilisatoren und einer Zehn-Millimeter-Tieferlegung sowie einer um mehr als 60 Millimeter verbreiterten Spur neu abgestimmt. So soll sich der Vanquish 25 jetzt wie ein aktueller Sportwagen fahren.

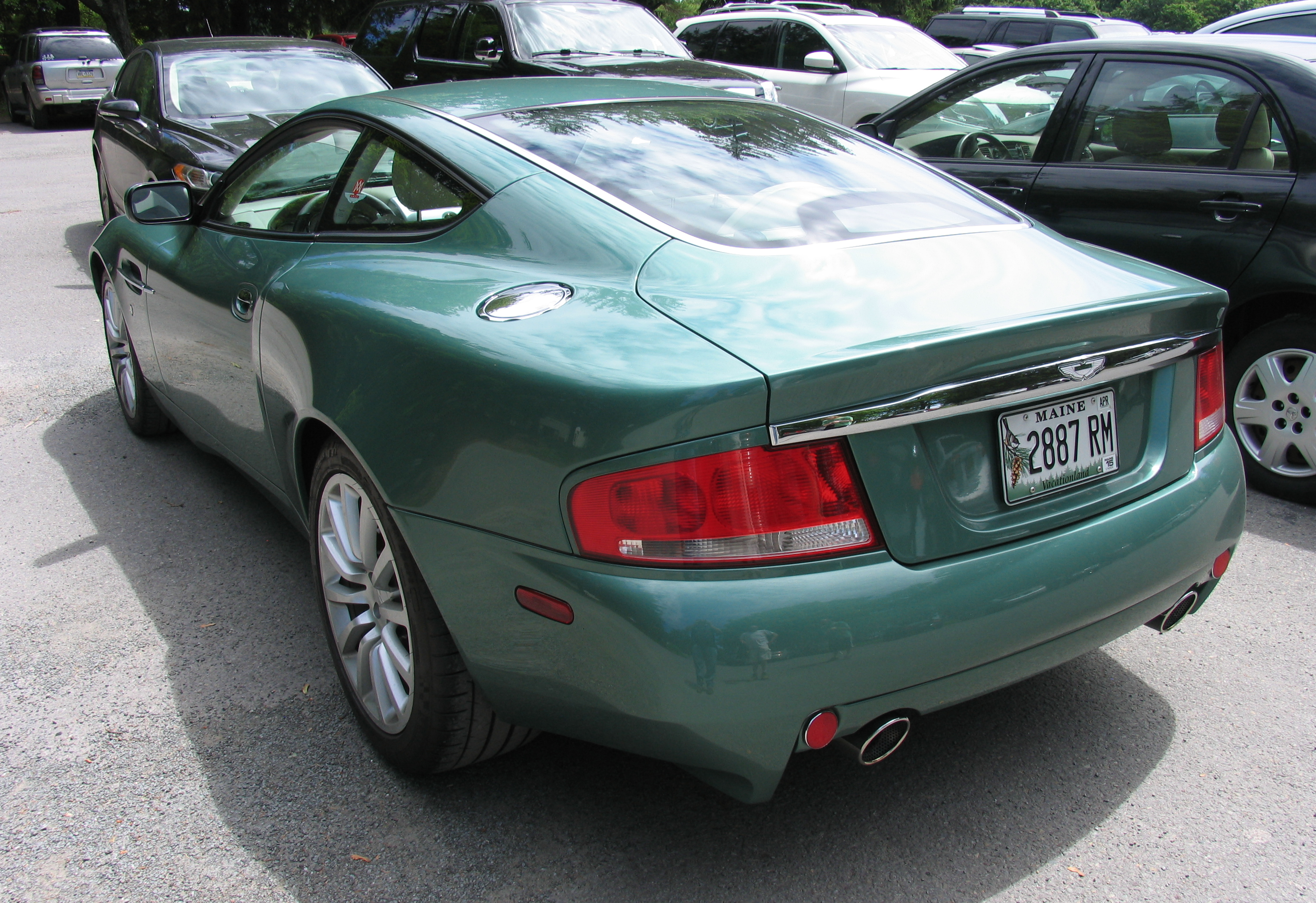
Heckansicht
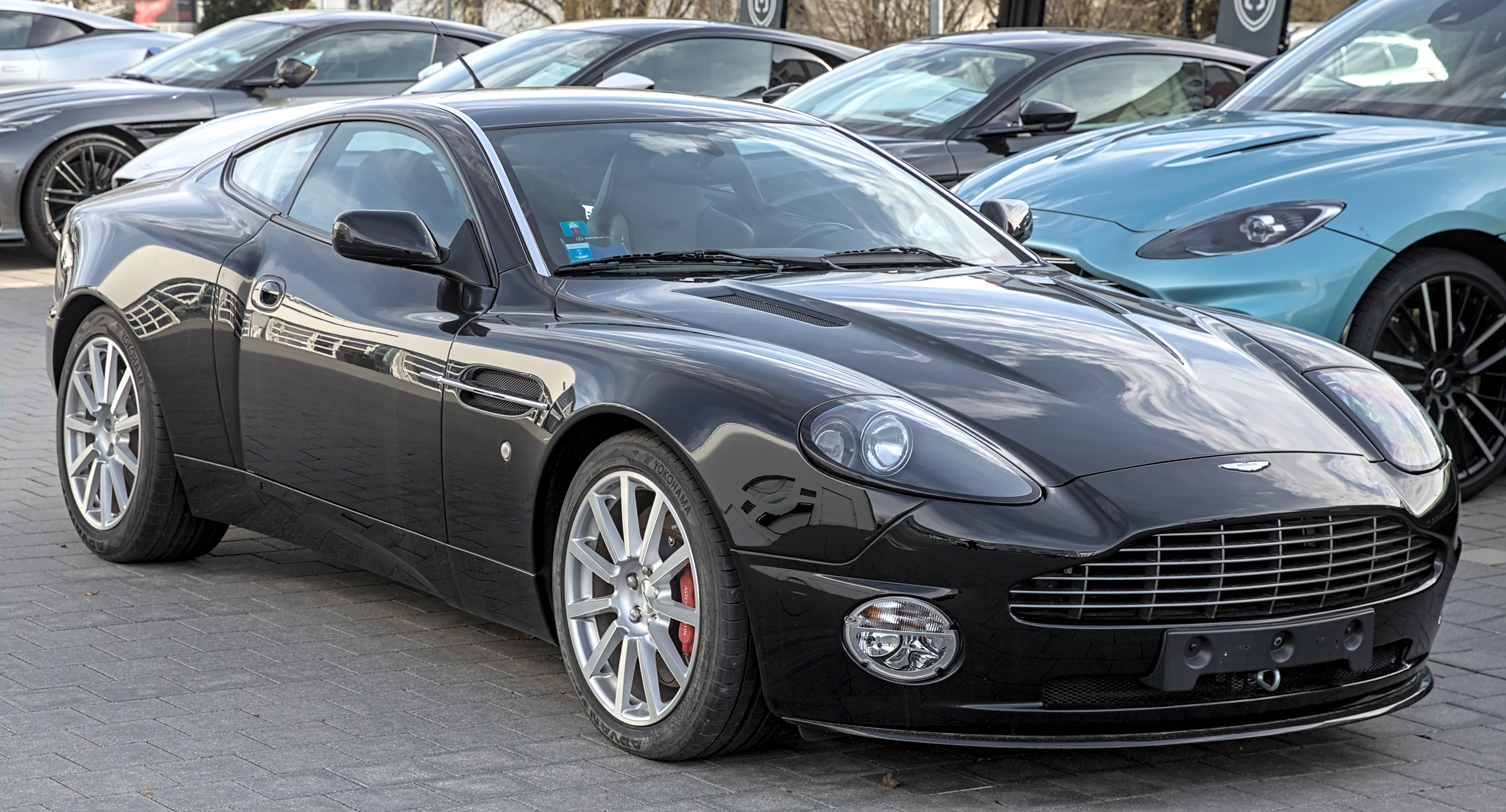
Aston Martin V12 Vanquish S (2004–2007)
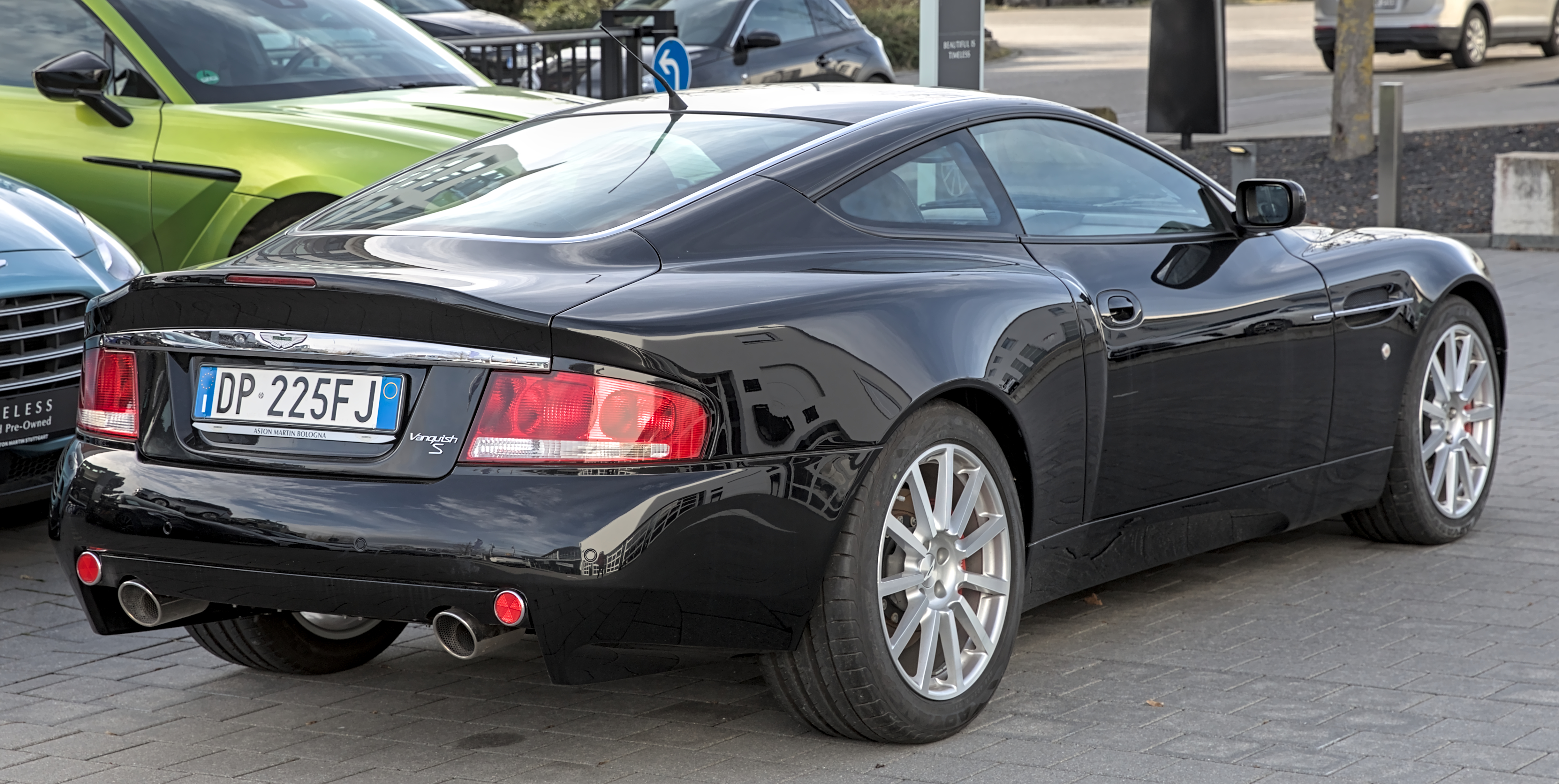
Heckansicht
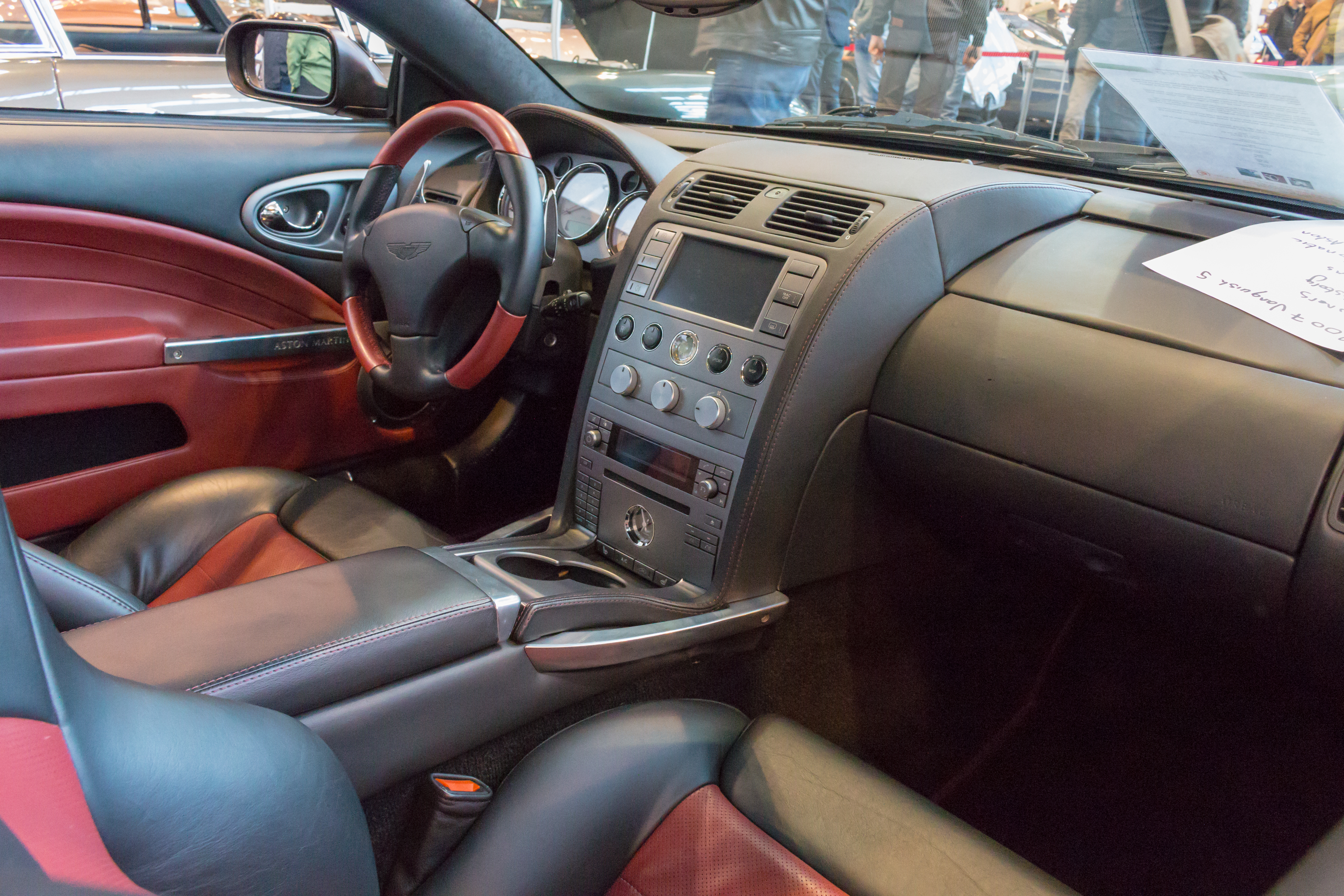
Interieur mit neuer Mittelkonsole

## Plattform
Der Vanquish V12 wurde im Unterschied zum DB7, der auf einer Jaguar-Plattform basiert, auf eine komplett neue Plattform gestellt und läutete die Entwicklung der sogenannten modernen „Aston Martin VH-Era“ in der neuen Produktionsstätte Gaydon ein, welche die nächsten 20 Jahre im Programm blieb.

## Karosserie
Das Fahrzeug war als reiner Zweisitzer, oder auf Wunsch als 2+2-Sitzer, bestellbar.
Das von Ian Callum gestaltete Design orientiert sich an dem des Konzeptfahrzeugs Project Vantage, jedoch wurde nur das Dach beibehalten.
Bei den V12-Vanquish-S-Fahrzeugen durch den rundlicheren Kühlergrill wurde die Öffnung vergrößert, um die Kühlung zu verbessern. Des Weiteren sorgt eine Spoilerlippe am vorderen Stoßfänger für höheren Anpressdruck, die neugestaltete Heckpartie erzeugt bei hohen Geschwindigkeiten mehr Abtrieb.

## Ausstattung
Der Wagen war serienmäßig mit Volllederausstattung, Navigationssystem und weiteren Komfortmerkmalen ausgestattet und folgt damit der Firmenphilosophie, luxuriöse Sportwagen zu bauen. Auf Wunsch wurde das Fahrzeug mit einer Widmungsplakette für den Besitzer versehen, auch war die Lackfarbe individuell aus mehreren tausend möglichen Farbtönen wählbar.
Obwohl der Vanquish deutlich höher angesiedelt war (siehe Marktpositionierung) als der gleichzeitig erhältliche Jaguar XK und XKR teilt er sich sehr viele Interior-Teile mit diesem (beide kamen zu dieser Zeit aus dem Ford-Konzern und waren Sparmaßnahmen unterworfen). Türgriffe, Scheibenbedienelemente, Resetknopf für Weglänge, Klimaanlagenbedienung, DSC-Control, Tank- und Kofferraumknopf, Blinker- und Scheibenwischerhebel. Erst späte S-Modelle erhielten eine neue Mittelkonsole, die auch neue Bedienelemente aufwies. Ab der Modellversion 2006 war die Mittelkonsole nach dem Vorbild des DB9 gestaltet. Der neue 6,5-Zoll-Farbbildschirm des Satellitennavigationssystems rückte in den Vordergrund, während der Startknopf und die Gangwahlschalter nach unten verschoben wurden. Das Soundsystem im Auto war nun ein 900-Watt-Alpine-Electronics-System (allerdings unter der Marke Aston Martin), welches das frühere Linn-System ersetzt hat. Die Uhr ist in die unterste Zeile der Mittelkonsole gewandert und ist für den Fahrer während der Fahrt kaum ablesbar. Auch der Becherhalter wurde überarbeitet und das Auto hatte ein Bluetooth-Telefonsystem. Die Bedienelemente, die nicht in der Mittelkonsole enthalten waren, wie z. B. die Hebel etc. blieben hingegen bis zum Laufzeitende unverändert.
Alle Vanquish-S-Modelle – auch jene mit der „alten“ Mittelkonsole – hatten neue einteilige Schalensitze (ohne separate Kopfstützte).

## Antrieb
Als Antrieb dient ein 5,9-Liter-V12-Motor in Stage-2-Abstimmung mit leichterem Ventiltrieb, leichterer Nocken- und Kurbelwelle, der mit einer Stage-1-Abstimmung schon im Aston Martin DB7 verwendet wurde und technisch eng mit dem 3,0-Liter-V6-Motor aus der Duratec-Motorenfamilie der damaligen Konzernmutter Ford verwandt ist. Er wurde ab 28. Oktober 2004 in einem eigenen Gebäude im Ford-Motorenwerk in Köln-Niehl gefertigt und mit weiteren Modifikationen bis zum DB11 in Aston-Martin-Modellen verbaut. Er leistet maximal 343 kW (460 BHP/467 PS) und besitzt ein maximales Drehmoment von 542 Nm. Die S-Variante des V12 Vanquish unterscheidet sich nicht nur äußerlich, sondern auch in der Motorisierung: so leistet er nun maximal 388 kW (528 PS) und das maximale Drehmoment steigt auf 577 Nm.
Das Schaltgetriebe ist automatisiert (mit elektrohydraulisch betätigter Kupplung), hat sechs Gänge und stammt von TremecMagneti Marelli.
Die ersten Vanquish-Modelle hatten aufgrund dieser automatisierten Schaltung (manuelle Schaltung eines Tremec T-56 Sechsganggetriebes, die automatisiert durchgeführt wurde/im Unterschied zur Wandlerautomatik) einen schlechten Ruf. Teilweise gab es Probleme beim Einlegen von Gängen, vor allem beim Rückwärtsgang. Tatsächlich nutzten die elektrohydraulische Schaltung, die von Magneti-Marelli zugeliefert wurde, zu dieser Zeit u. a. auch Ferrari 575 (dort F1-Getriebe genannt, weil es von diesem abgeleitet wurde) und der Maserati 4200 GT (dort Cambiocorsa genannt). Auch bei diesen Fahrzeugen gab es ähnliche Probleme wie bei Aston Martin, die erst im Laufe der Zeit behoben wurde.
Ab der Chassis-Nummer 600 wurde beim Vanquish die elektrohydraulische Schaltung auf einen magnetischen Sensor umgestellt, der seine Arbeit nun zuverlässig verrichtete.
Alle S-Versionen haben den neuen Sensor, aber auch bei den ursprünglichen Modellen haben spätere Fahrzeuge den bereits magnetischen Sensor.
Mit einem Umbausatz konnte die Schaltung des Getriebes durch Aston Martin Works auf manuelle Betätigung umgerüstet werden. Auch heute gibt es bei Aston Martin-Spezialisten noch die Möglichkeit, die automatisierte Schaltung umzurüsten, da die Fahrzeuge ein Schaltgetriebe verbaut haben, welches nur automatisiert bedient wird.

## Marktpositionierung
Der Vanquish V12 war als großer Grand Tourer als Konkurrent z. B. des Ferrari 550 angesiedelt. Der ursprüngliche Preis betrug £ 160.000. Der Preis bei Verkaufsende betrug £ 182.095.
Damit war der Aston Martin ein sehr teures Fahrzeug, der auch deutlich über dem eigenen Konzernbruder, dem DB7 angesiedelt war. Im Vergleich dazu kostete ein Jaguar XKR (X100) am Ende seiner Laufzeit 2004/2005 nur £ 69.950 (Coupe), wobei der Jaguar XKR und der Aston Martin DB7 – damals beide im Ford-Konzern – zwar beide GT-Modelle waren und ab Einführung des Zwölfzylinders bei Aston Martin ähnliche Fahrleistungen hatten, aber bewusst in unterschiedlichen Preisklassen angesiedelt waren. Der DB7 kostete bereits in seiner Sechszylinderversion bei Marktstart £ 78.500.

## Konzeptfahrzeuge von Zagato
2004 stellten die italienischen Designstudios Zagato und Bertone auf dem Genfer Auto-Salon zwei auf dem V12 Vanquish basierende Konzeptfahrzeuge vor, die jeweils Einzelstücke sind.

### Zagato Roadster
Der Vanquish Roadster ist ein zweisitziger Roadster mit Stoffverdeck und abnehmbaren Hardtop. Seine Fahrzeug-Identifizierungsnummer ist SCFAC13391B50PP19.

### Bertone Jet 2
Der Bertone Jet 2 ist ein 2+2-sitziger Shooting Brake dessen Name auf den Bertone Jet auf Basis des DB4 GT verweist.

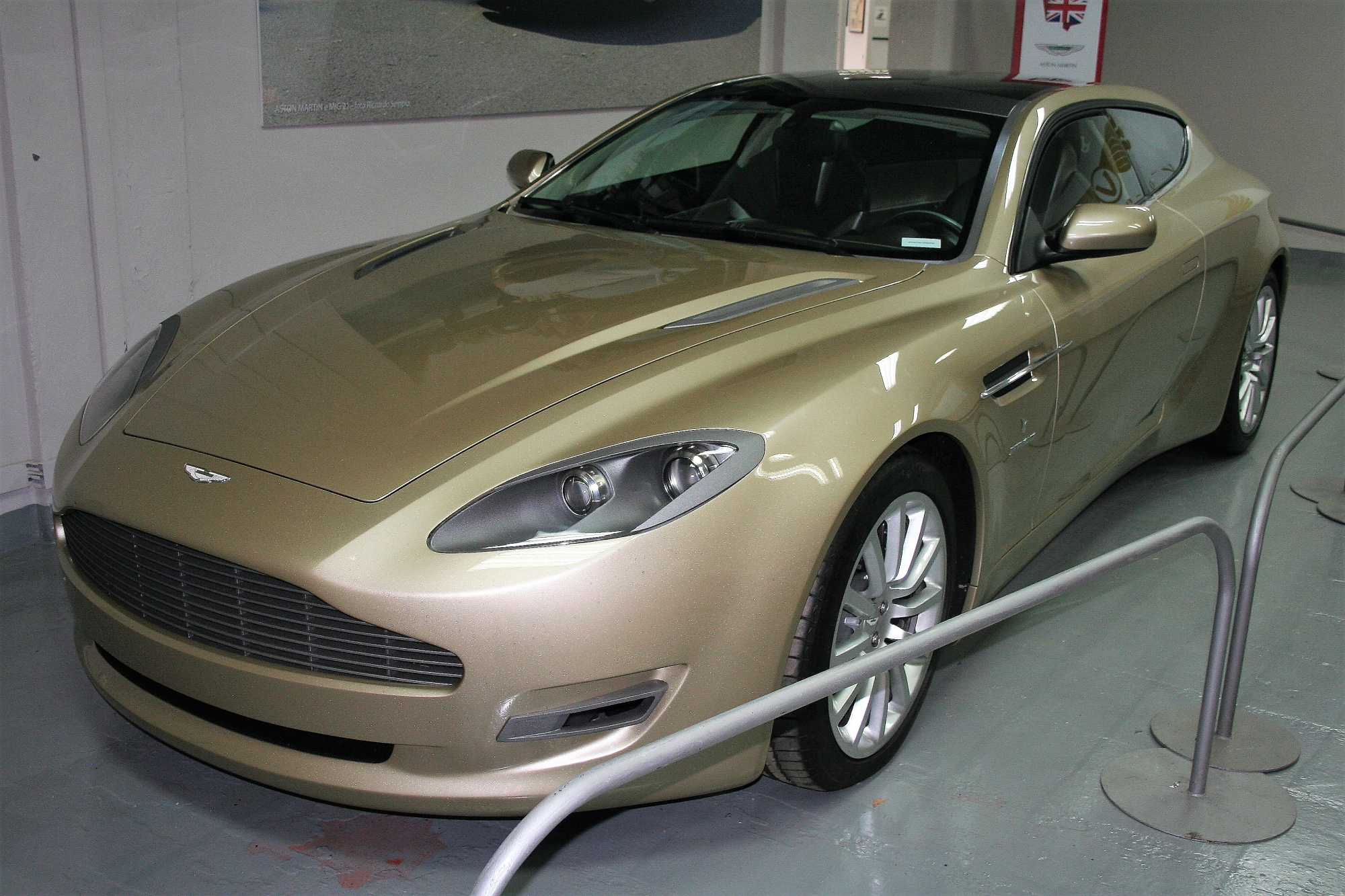
Aston Martin Bertone Jet 2 (2004)
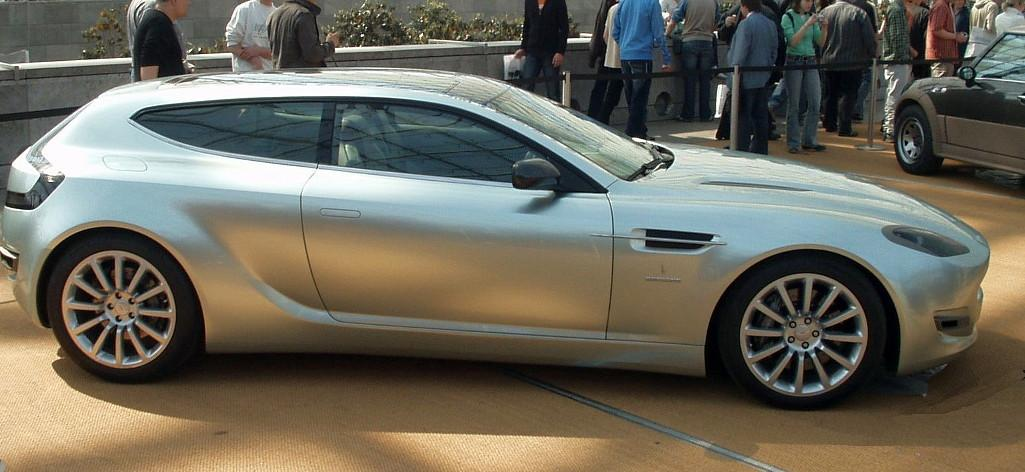
Seitenansicht

## Technische Daten
|                            | V12 Vanquish          | V12 Vanquish S        |
| -------------------------- | --------------------- | --------------------- |
| Bauzeitraum                | 2001–2004             | 2004–2007             |
| Motorkenndaten             |                       |                       |
| Zylinder/Motorbauart       | Zwölfzylinder-V-Motor | Zwölfzylinder-V-Motor |
| Ventile                    | 48                    | 48                    |
| Hubraum                    | 5935 cm³              | 5935 cm³              |
| max. Leistung bei min−1    | 343 kW (467 PS)/6500  | 388 kW (528 PS)/7000  |
| max. Drehmoment bei min−1  | 542 Nm/5000           | 577 Nm/5750           |
| Kraftübertragung           |                       |                       |
| Antrieb                    | Hinterradantrieb      | Hinterradantrieb      |
| Getriebe                   | 6-Gang-ASG            | 6-Gang-ASG            |
| Getriebehersteller         | Tremec                | Tremec                |
| Bremsscheiben-ø vorn       | 378 mm                | 378 mm                |
| Bremsscheiben-ø hinten     | 355 mm                | 355 mm                |
| Messwerte                  |                       |                       |
| Leergewicht                | 1835 kg               | 1875 kg               |
| Tankinhalt                 | 78 l                  | 80 l                  |
| EU-Normverbrauch/100 km    | 16,4 l                | 18,9 l                |
| Beschleunigung 0–100 km/h  | 5,0 s                 | 4,8 s                 |
| Höchstgeschwindigkeit vmax | 306 km/h              | 321 km/h              |